# Szymanowice Duże
Szymanowice Duże (prononciation : [ʂɨmanɔˈvit͡sɛ ˈduʐɛ]) est un village polonais de la gmina de Sobienie-Jeziory dans le powiat d'Otwock de la voïvodie de Mazovie dans le centre-est de la Pologne.
Le village compte approximativement une population de 200 habitants.

## Histoire
De 1975 à 1998, le village appartenait administrativement à la voïvodie de Siedlce.